# Волков Євгеній Володимирович
Євге́ній Володи́мирович Во́лков (29 липня 1999, м. Ізюм, Харківська область — 3 березня 2022, Донецька область) — молодший сержант, військовослужбовець Збройних Сил України, учасник російсько-української війни. Герой України (2022, посмертно).

## Життєпис
Навчався на факультеті комп'ютерно-інформаційних технологій та автоматизації Донецького національного технічного університету (м. Луцьк).
Від 2019 — на військовій службі у складі Збройних Сил України. Працював фельдшером Покровського військового мобільного шпиталю на Донеччині.
Під час російського вторгнення в Україну в 2022 році проявив мужність і героїзм під час евакуації поранених в Донецькій області та рятував українських військових.
3 березня 2022 року зник безвісти під час евакуації поранених поблизу селища Зачатівки на Донеччині.

## Нагороди
- звання «Герой України» з удостоєнням ордена «Золота Зірка» (10 березня 2022, посмертно) — за особисту мужність і героїзм, виявлені у захисті державного суверенітету та територіальної цілісності України, вірність військовій присязі[2].